# Kernkraftwerk Sequoyah
Das Kernkraftwerk Sequoyah in der Nähe der Stadt Soddy-Daisy im US-Bundesstaat Tennessee besteht aus zwei weitestgehend baugleichen Westinghouse-4-Loop-Druckwasserreaktoren und bezieht sein Kühlwasser aus dem Chickamauga Lake, einem durch Anstauen des Tennessee River entstandenen Stausee. Zur Reduzierung des Wärmeeintrages in den Fluss besitzt das Kraftwerk zwei Nasszug-Kühltürme.

## Geschichte
Das Kernkraftwerk ist nach einem Cherokee-Indianer benannt, der in der Region lebte und das erste Alphabet und somit auch die erste schriftliche Kommunikationsform seines Stammes erfand.
Der Bau des Kraftwerkes startete 1969 mit den ersten Erdaushubarbeiten, die eigentlichen Bautätigkeiten folgten ein Jahr später.
Zwischenzeitlich hat der Betreiber TVA am Standort ein Trockenlager für abgebrannte Brennelemente errichtet. Die Lagerung erfolgt in Castor-ähnlichen Lagerbehältern.
Im Dezember 2016 wurde bekannt, dass auch Sequoyah vom Creusot-Forge-Skandal um gefälschte Zertifikate betroffen ist. Teile der Dampferzeuger stammen von der belasteten Areva-Tochter.

## Unfallanalysen
Nach dem Fukushima-Unglück hat der Betreiber des Kraftwerks, TVA, Unfallanalysen erstellt. Z. B. vergleicht er Unfälle in einem Block von Sequoyah mit Unfällen eines Blocks des ebenfalls zu TVA gehörenden Kernkraftwerk Browns Ferry – im Gegensatz zum Druckwasserreaktor (DWR) hier ein Siedewasserreaktor (SWR). Er kommt dabei zu dem Schluss, dass Sequoyah bei Unfallpfaden mit schnellem Containment-Versagen deutlich geringere Freisetzungsraten aufweist als Browns Ferry (und auch Fukushima) – aus dem relativ simplen Grund, dass dessen Containment ein wesentlich größeres Volumen aufweist und damit auf die Kürze potenziell deutlich mehr radioaktive Stoffe zurückhalten kann. Browns Ferry, stellt man weiter fest, weise anderseits Vorteile auf, wenn es zu erst längerfristigem Containment-Versagen komme: Die große, mit Wasser gefüllte Kondensationskammer des SWR könne in diesem Fall durch chemisch-physikalische Lösung größere Nuklidmengen an der Freisetzung hindern als der mit kleineren Wasserinventaren ausgestattete DWR. Ein Freisetzungs-Pfad, der beim SWR wegen nicht vorhandenen Dampferzeugern nicht existiert, ist in Sequoyah zudem der Dampferzeuger-Heizrohrbruch.
Bemerkenswert ist ferner, dass die geschätzten Kollektivdosen der Bevölkerung z. B. beim frühen Containment-Versagen für Sequoyah trotz sechsmal geringerer Freisetzung fast der Hälfte von Browns Ferry entsprechen. Das liegt an den externen Rahmenbedingungen der jeweiligen Kraftwerks-Standorte: Bei Sequoyah liegen mehr Gebiete mit hoher Bevölkerungsdichte in den jeweiligen Hauptwindrichtungen vom Unfallreaktor her, als dies bei Browns Ferry der Fall ist (die Bevölkerungszahl in einem 80-km-Radius ist für beide Standorte ungefähr gleich groß).

## Daten der Reaktorblöcke
Das Kernkraftwerk Sequoyah besitzt zwei Kraftwerksblöcke:
| Reaktorblock | Reaktortyp         | Netto- leistung | Brutto- leistung | Baubeginn  | Netzsyn- chronisation | Kommer- zieller Betrieb | Abschal- tung (geplant) |
| ------------ | ------------------ | --------------- | ---------------- | ---------- | --------------------- | ----------------------- | ----------------------- |
| Sequoyah-1   | Druckwasserreaktor | 1152 MW         | 1221 MW          | 27.05.1970 | 27.07.1980            | 01.07.1981              | 17.09.2040              |
| Sequoyah-2   | Druckwasserreaktor | 1126 MW         | 1221 MW          | 27.05.1970 | 23.12.1981            | 01.06.1982              | 15.09.2041              |